# Virgin (album)
Pour les articles homonymes, voir Virgin.
Albums de Lorde
Te Ao Mārama (en) (EP)
(2021)
Singles
1. What Was That
Sortie : 24 avril 2025
2. Man of the Year
Sortie : 29 mai 2025
3. Hammer
Sortie : 20 juin 2025

Virgin est le quatrième album studio de l'auteure-compositrice-interprète néo-zélandaise Lorde, sorti le 27 juin 2025.
L'album est décrit avec un son électronique dépouillé où la chanteuse adopte un ton introspectif, abordant l'identité de genre, la sexualité, sa relation avec sa mère, ses luttes contre un trouble alimentaire, une rupture amoureuse,,,. La lecture de l’œuvre d'Annie Ernaux a également inspiré son écriture,.  
Salué par la critique, Virgin se classe en tête des ventes d'albums en Nouvelle-Zélande, en Australie, en Belgique et au Royaume-Uni.

## Pochette
La pochette de l'album représente une radiographie du bassin de Lorde où apparaît un stérilet, la fermeture éclair du jean qu'elle porte et la boucle de la ceinture qui le maintient

## Liste des pistes
| 1.    | Hammer                  | - Lorde - Jim E-Stack                                                                                               | 3:13 |
| 2.    | What Was That           | - Lorde - Stack | 3:29 |
| 3.    | Shapeshifter            | - Lorde - Stack - Andrew Aged - Rob Moose                                                                           | 4:17 |
| 4.    | Man of the Year         | - Lorde - Stack | 3:00 |
| 5.    | Favourite Daughter      | - Lorde - Stack | 3:28 |
| 6.    | Current Affairs         | - Lorde - Fabiana Palladino - Louis Anthony Grandison - Craig Harrisingh - David Harrisingh                         | 3:18 |
| 7.    | Clearblue               | - Lorde - Stack | 1:57 |
| 8.    | GRWM                    | - Lorde - Stack - Buddy Ross                                                                                        | 2:35 |
| 9.    | Broken Glass            | - Lorde - Stack - Dan Nigro                                                                                         | 3:14 |
| 10.   | If She Could See Me Now | - Lorde - Palladino - Stack - William DiSerafino - Ronald Ray Bryant - Francisco Javier Bautista Jr. - Nathan Perez | 2:56 |
| 11.   | David                   | - Lorde - Stack | 3:24 |
| 34:51 |                         | |      |

## Classements hebdomadaires
| Classement (2025)                          | Meilleure position |
| ------------------------------------------ | ------------------ |
| Allemagne (Media Control AG)               | 3                  |
| Australie (ARIA)                           | 1                  |
| Autriche (Ö3 Austria Top 40)               | 1                  |
| Belgique (Flandre Ultratop)                | 1                  |
| Belgique (Wallonie Ultratop)               | 12                 |
| Canada (Canadian Albums Chart)             | 3                  |
| Danemark (Tracklisten)                     | 12                 |
| Écosse (OCC)                               | 1                  |
| Espagne (Promusicae)                       | 13                 |
| États-Unis (Billboard 200)                 | 2                  |
| États-Unis (Top Rock & Alternative Albums) | 1                  |
| Finlande (Suomen virallinen lista)         | 20                 |
| France (SNEP)                              | 26                 |
| Irlande (Irish Albums Chart)               | 3                  |
| Norvège (VG-lista)                         | 22                 |
| Nouvelle-Zélande (RIANZ)                   | 1                  |
| Pays-Bas (Mega Album Top 100)              | 2                  |
| Royaume-Uni (UK Albums Chart)              | 1                  |
| Suède (Sverigetopplistan)                  | 14                 |
| Suisse (Schweizer Hitparade)               | 3                  |